# Tabernaemontana citrifolia
Espèce
Classification phylogénétique
Tabernaemontana citrifolia est une espèce de plantes à fleurs la famille des Apocynacées. C'est un arbuste ou un petit arbre de 2 à 10 m de hauteur, connu aux Antilles françaises sous le nom de bois-lait.

## Description
Le bois-lait est un arbrisseau ou un petit arbre, généralement de 2 à 5 m aux Antilles mais pouvant atteindre 10 m de hauteur. Toutes les parties de la plante secrète un suc laiteux abondant (d'où lui vient son nom créole).
Les feuilles opposées, simples, oblongues-lancéolées, brillantes, font 6-20 cm × 3-9 cm et ont une base cunéiforme et un apex acuminé.
Les fleurs odorantes, blanches puis jaunes sont disposées en courtes cymes terminales, corymbeuses. La corolle comporte un tube de 8-20 mm de long sur 2 mm de diamètre et des lobes étroits, étalés ou réfléchis, contortés sinistrorses.
La floraison a lieu principalement d'avril à novembre.
Le fruit est une paire de follicules, nettement incurvées, pointues, lisses, striées longitudinalement, contenant des graines noires à arille rouge-orangé.

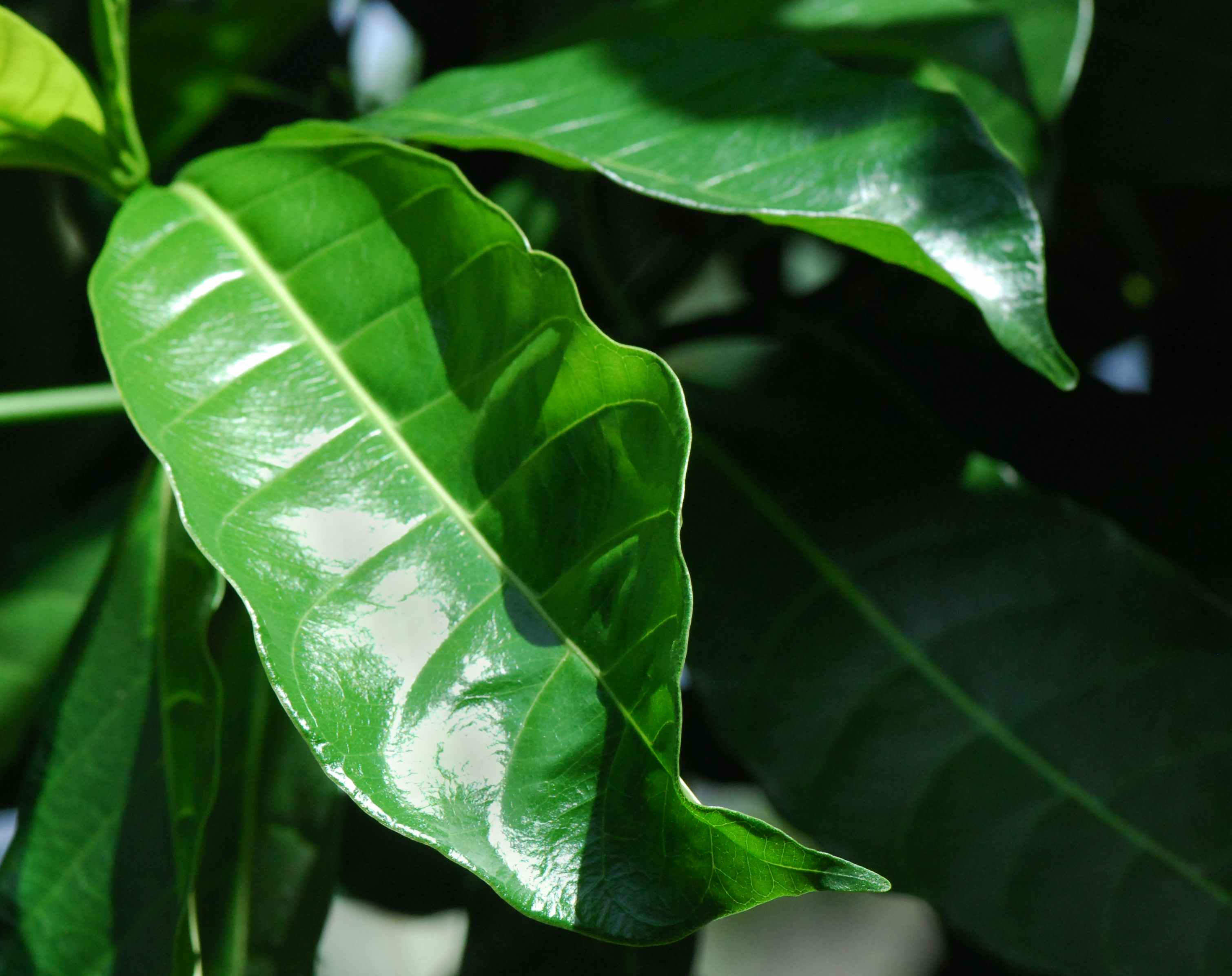
Feuille de bois-lait.

## Écologie
Cet arbuste est endémique des Petites Antilles. Dans les Grandes Antilles on trouve 5 espèces à la Jamaïque (Tabernaemontana laurifolia, Tabernaemontana discolor, Tabernaemontana ochrolauca, Tabernaemontana wullschlaegelli, Tabernaemontana ovalifolia), une espèce à Porto Rico (Tabernaemontana oppositifolia), une à Cuba (Tabernaemontana amblyocarpa).
On le trouve dans les étages mésophiles et xérophiles, sur sols frais ou humides, ainsi que dans les forêts à Pterocarpus.

## Composition
De nombreux alcaloïdes indoliques ont été identifiés dans les feuilles.  Ils font partie du groupe du corynane, de celui de l'ibogan (ibogaïne, voacangine, coronaridine) et de l'aspidospermane (pandoline, apparicine) et d'alcaloïdes bis-indoliques (voacamine),,.
La racine contient des alcaloïdes monomères indoliques proches de ceux présents dans la feuille.

## Utilisations
Aux Petites Antilles, la décoction des bourgeons est traditionnellement utilisée dans les thés réchauffants, notamment pour la pleurésie (pirézi). En Martinique, la décoction des feuilles est préconisée pour l'hypertension et celle des racines pour la bronchite. En Guadeloupe, l'infusion des feuilles est purgative et celle de l'écorce est fébrifuge et tonique.
Le latex pourtant caustique est traditionnellement recommandé pour les panaris (chankdlo) et les éruptions cutanés (gratèl). En Guadeloupe et en Dominique, il est appliqué sur les coupures pour arrêter les saignements et contre les maux de dents.